# 지구 유사도 지수

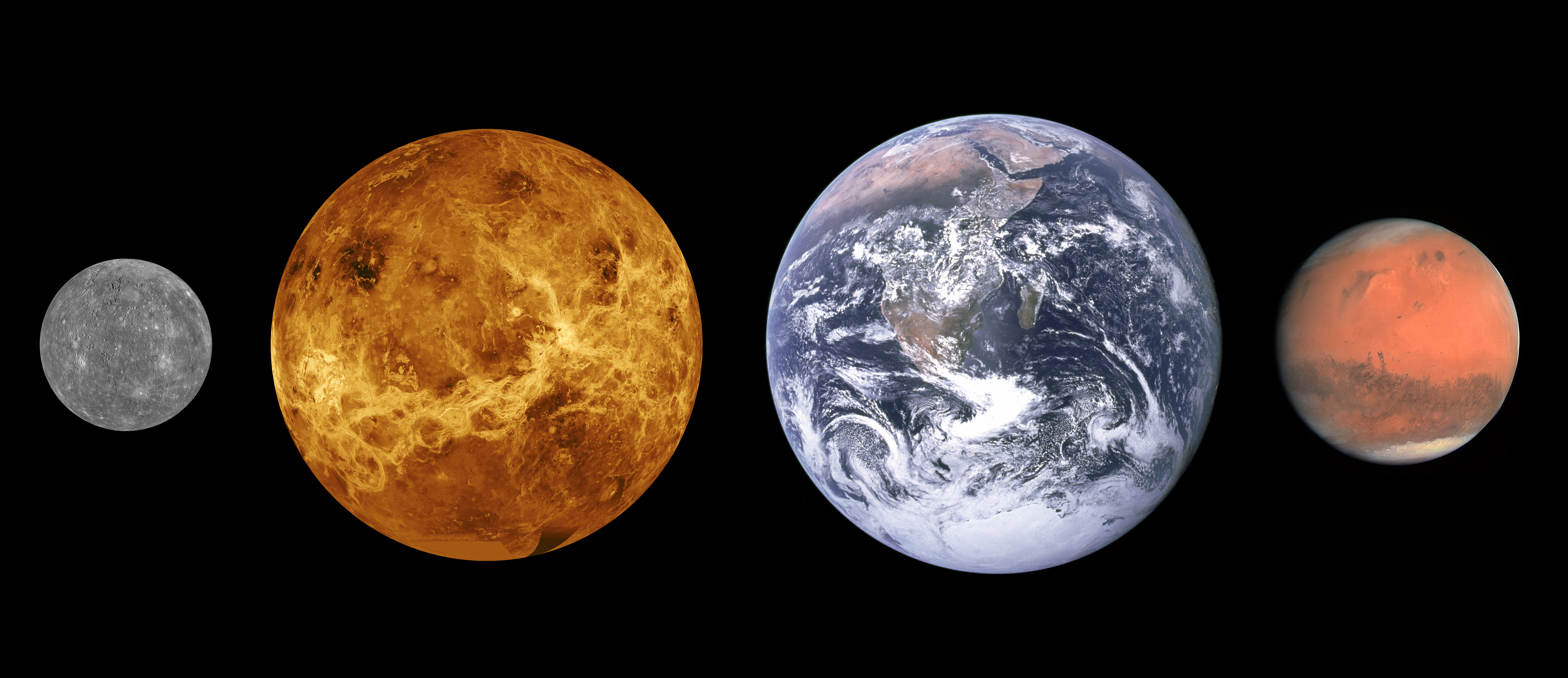
크기와 온도는 다르지만, 지구형 행성은 보통 지구 유사도 지수가 높다. 왼쪽부터 수성(0.596), 금성(0.444), 지구(1.000), 화성(0.697)이다.

지구 유사도 지수(영어: Earth Similarity Index, ESI)는 행성이 지구와 얼마나 닮았는가를 나타내는 수치로, 0부터 1까지로 정의되며 1에 가까울수록 지구와 유사함을 나타낸다. 지구 유사도 지수는 커다란 자료 속에서 행성들을 쉽게 분류하기 위해 고안되었으며, 수치가 높다고 행성 거주가능성이 무조건 높은 것은 아니다.

## 공식화
2011년 처음 제안된 지구 유사도 지수는 브레이-커티스 비유사도를 사용한다. 어떤 성질 {\displaystyle x}에 대한 지구 유사도 지수는 다음과 같이 나타낼 수 있다.
{\displaystyle {\mathsf {ESI}}_{x}=\left(1-{\Big \vert }{\frac {x-x_{0}}{x+x_{0}}}{\Big \vert }\right)^{w}}
여기서 {\displaystyle x}는 행성의 값, {\displaystyle x_{0}}는 지구의 값이며, {\displaystyle w}는 무게 지수이다.
행성의 내부 구조 유사도 {\displaystyle {\mathsf {ESI}}_{I}}는 반지름({\displaystyle r})과 밀도({\displaystyle {\rho }})로, 표면 유사도 {\displaystyle {\mathsf {ESI}}_{S}}는 탈출 속도({\displaystyle v_{0}}), 표면 온도({\displaystyle T_{s}})를 사용하여 구해진다.
{\displaystyle {\mathsf {ESI}}_{I}=({\mathsf {ESI}}_{r}\cdot {\mathsf {ESI}}_{\rho })^{\frac {1}{2}}}
{\displaystyle {\mathsf {ESI}}_{S}=({\mathsf {ESI}}_{v_{0}}\cdot {\mathsf {ESI}}_{T_{s}})^{\frac {1}{2}}}
최종적으로, 지구 유사도 지수는 다음으로 정의된다.
{\displaystyle {\mathsf {ESI}}=({\mathsf {ESI}}_{I}\cdot {\mathsf {ESI}}_{S})^{\frac {1}{2}}}
외계 행성의 경우에는 보통 시선속도법이나 통과법으로 발견되는데, 이러한 경우에는 행성의 공전 주기만 직접 알아낼 수 있고, 나머지 물리량은 추정에 불과하다. 예를 들어, 행성의 표면 온도는 조석 가열, 반사율, 온실 효과 등에 의해 변화하지만, 현재 외계 행성에서 이 값을 알아낼 수 없기 때문에, 행성 평형 온도를 대신 사용한다.
푸에르토리코 대학교에서 진행한 연구에서는, 외계 행성의 지구 유사도 지수를 다음 식으로 일반화하여 계산하였다.
{\displaystyle {\mathsf {ESI}}=\prod _{i=1}^{n}\left(1-{\Big \vert }{\frac {x_{i}-x_{i0}}{x_{i}+x_{i0}}}{\Big \vert }\right)^{\frac {w_{i}}{n}}}
여기서 {\displaystyle n}은 사용된 성질의 개수이며, {\displaystyle w_{i}}는 이론으로 유도할 수 없고 측정으로만 알아낼 수 있는 자유매개변수이다.

## 목록

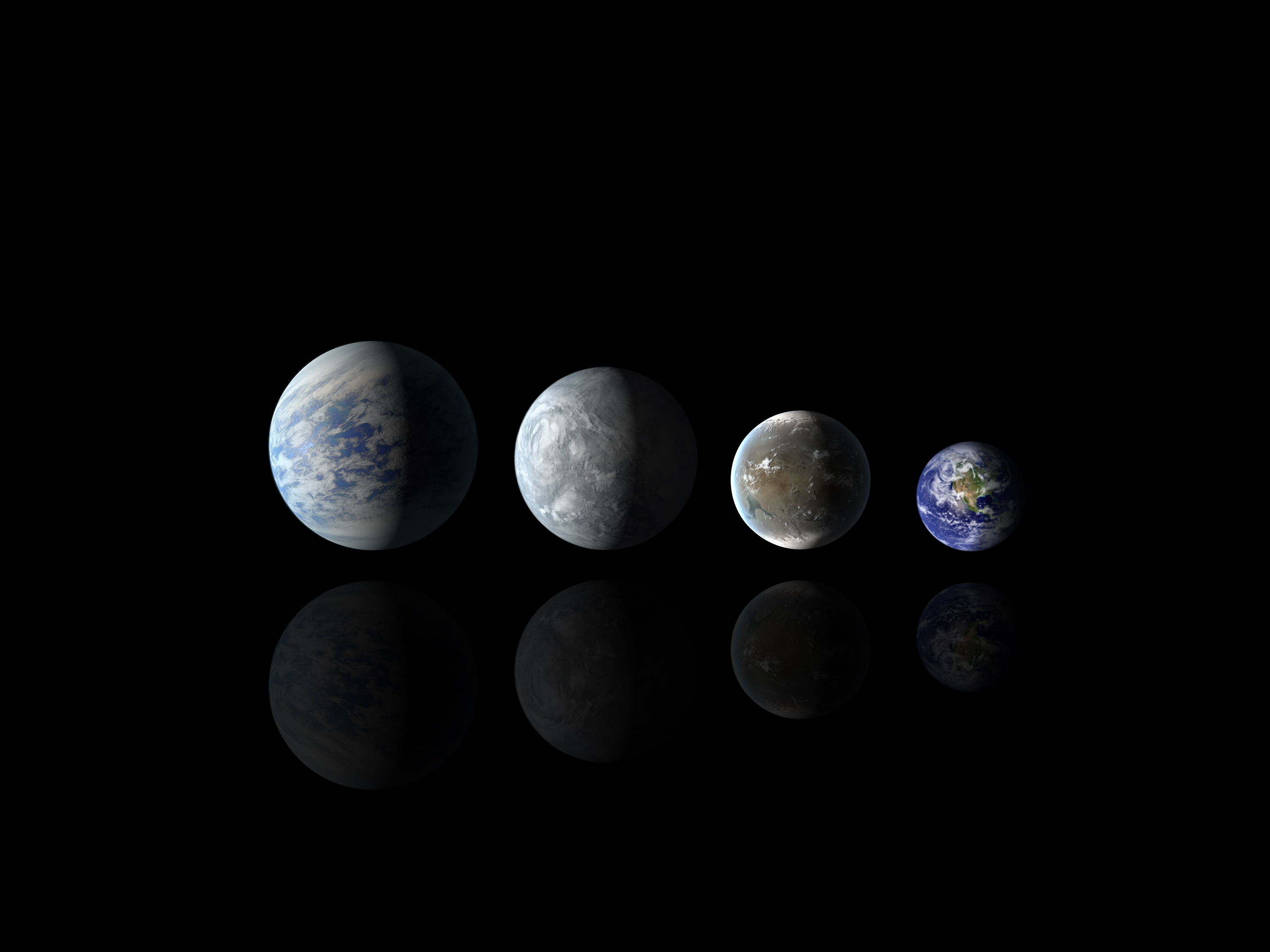
케플러-69c, 케플러-62e (0.83), 케플러-62f (0.69), 지구(1.00)의 크기 비교. 지구를 제외한 행성들은 상상도이다.

지구 유사도 지수의 개념이 등장한 이후, 태양계 천체와 외계 행성 일부에 대한 지구 유사도 지수가 지속적으로 계산되었고, 현재도 새로운 행성의 등장으로 계속 변화가 이루어지고 있다.
밑 표에서 이름에 *이 붙은 행성은 행성의 존재나 성질이 확실하지 않음을 나타낸다.
| 행성                      | ESI  | 참조 |
| ------------------------- | ---- | --- |
| 지구                      | 1.00 | |
| KOI-4878.01*              | 0.98 | 확인되지 않았으나, 표면 온도와 기압이 292 K, 10 기압으로 추정됨.                                                         |
| TRAPPIST-1e               | 0.95 | 조석 고정되었으리라 추정됨. 표면 온도와 기압은 285 K, 6 기압으로, 현재까지 발견된 외계 행성 중 거주가능성 최상위에 속함. |
| 티가든 b                  | 0.95 | |
| 글리제 581 g*             | 0.92 | 확인되지 않음. 조석 고정되었으며, 표면 온도와 기압은 284 K, 18 기압으로 추정.                                            |
| 루이텐 b                  | 0.91 | 조석 고정됨. 표면 온도와 기압은 294 K, 25 기압으로 추정.                                                                 |
| TRAPPIST-1d               | 0.91 | TRAPPIST-1 행성계에서 가장 안쪽에 있는 거주 가능 행성.                                                                   |
| 케플러-438b               | 0.88 | 온도는 276 K이며, 조석 고정되었으리라 추정됨. 거주가능성은 확실하지 않음.                                                |
| 센타우루스자리 프록시마 b | 0.87 | 지구에서 가장 가까운 거주가능성이 높은 행성.                                                                             |
| 로스 128 b                | 0.86 | 모항성이 활동이 적고 조용함. 지구와 비슷한 대기가 있다면 거주 가능.                                                      |
| LHS 1723 b                | 0.86 | 행성의 밀도나 대기권 정보가 부족함.                                                                                      |
| 케플러-296 e              | 0.85 | |
| 글리제 667 Cc             | 0.85 | 조석 고정되었으리라 추정됨. 온도는 277 K로 추정.                                                                         |
| 케플러-442b               | 0.84 | 거주가능 구역의 정중앙에 위치. 온도 233 K.                                                                               |
| 케플러-452b               | 0.83 | 표면 온도와 기압은 288 K, 16~56 기압으로 추정.                                                                           |
| 케플러-62e                | 0.83 | 표면 온도와 기압은 288 K, 35 기압으로 추정.                                                                              |
| 글리제 832 c              | 0.81 | 조석 고정되었고, 판 구조가 없음. 지구와 비슷한 대기를 가졌다면 거주 가능.                                                |
| 케플러-283c               | 0.79 | 표면 온도 238.5 K. |
| HD 85512 b                | 0.77 | 온실 효과가 없는, 지구와 비슷한 대기가 있다고 가정했을 경우.                                                             |
| 볼프 1061c                | 0.76 | |
| 글리제 667 Cf*            | 0.76 | 존재에 대한 논란이 있음.                                                                                                 |
| 케플러-440b               | 0.75 | 궤도가 타원형, 표면 온도 273 K                                                                                           |
| HD 40307 g                | 0.74 | |
| 화성                      | 0.73 | 대기 탈출을 막기에 너무 작음. 판 구조가 없음.                                                                            |
| 수성                      | 0.73 | 태양과 3:2 자전-궤도 공명이 있음.                                                                                        |
| 케플러-61b                | 0.73 | |
| 글리제 581 d*             | 0.72 | 조석 고정됨. |
| 케플러-22b                | 0.71 | |
| 케플러-443b               | 0.71 | 거주가능성이 89.9%이지만, 지구형 행성일 확률이 4.3%밖에 되지 않음.                                                       |
| 글리제 422 b*             | 0.71 | 확인되지 않음 |
| TRAPPIST-1 f              | 0.70 | 온도 230 K, 지구형 행성일 확률이 약간 존재.                                                                              |
| 글리제 3293 c*            | 0.70 | 확인되지 않음 |
| 케플러-62f                | 0.69 | 표면 온도와 기압은 288 K, 10 기압으로 추정.                                                                              |
| 티가든 c                  | 0.68 | |
| 케플러-298d               | 0.68 | |
| 캅테인 b                  | 0.67 | 오래 전부터 알려진 거주가능성이 있는 외계 행성.                                                                          |
| 케플러-186f               | 0.64 | 화성보다 추운 기후이지만, 거주가능성은 존재.                                                                             |
| 케플러-174d               | 0.61 | |
| 케플러-296f               | 0.60 | |
| 글리제 667 Ce*            | 0.60 | 존재에 대한 논란이 있음.                                                                                                 |
| HD 69830 d                | 0.60 | 행성의 밀도나 대기권 정보가 부족.                                                                                        |
| TRAPPIST-1 g              | 0.59 | 행성계의 최외곽 행성으로, 온도가 너무 낮아 거주가능성이 낮음.                                                            |
| 글리제 682 c*             | 0.59 | 확인되지 않음 |
| 게자리 55 c               | 0.56 | 행성의 밀도나 대기권 정보가 부족.                                                                                        |
| 달                        | 0.56 | 대기 탈출을 막기에 너무 작음. 판 구조가 없음.                                                                            |
| 게자리 55 f               | 0.53 | 행성의 밀도나 대기권 정보가 부족.                                                                                        |
| KOI-4427b*                | 0.52 | 확인되지 않음. |
| 글리제 581b               | 0.48 | 거주가능 구역의 안쪽 끝에 위치.                                                                                          |
| 금성                      | 0.44 | 태양의 에너지 플럭스가 코마바야시-잉거솔 한계를 넘음. 태양에 대한 역행 운동.                                             |
| 케플러-20f                | 0.44 | |
| 글리제 1214 b             | 0.42 | 바다 행성으로 추정, 온도 390~552 K.                                                                                      |
| 케플러-11b                | 0.30 | |
| 케플러-20e                | 0.29 | |
| 제단자리 뮤 e             | 0.27 | |
| 글리제 581 c              | 0.24 | 조석 고정되어 있음 |
| 케플러-20b                | 0.24 | |
| 해왕성                    | 0.18 | 기체 행성, 푸른색. |
| 글리제 581 e              | 0.16 | 조석 고정되어 있음 |
| 목성                      | 0.12 | 기체 행성 |
| KOI-55c*                  | 0.03 | |

### 행성이 아닌 천체들의 지구 유사도

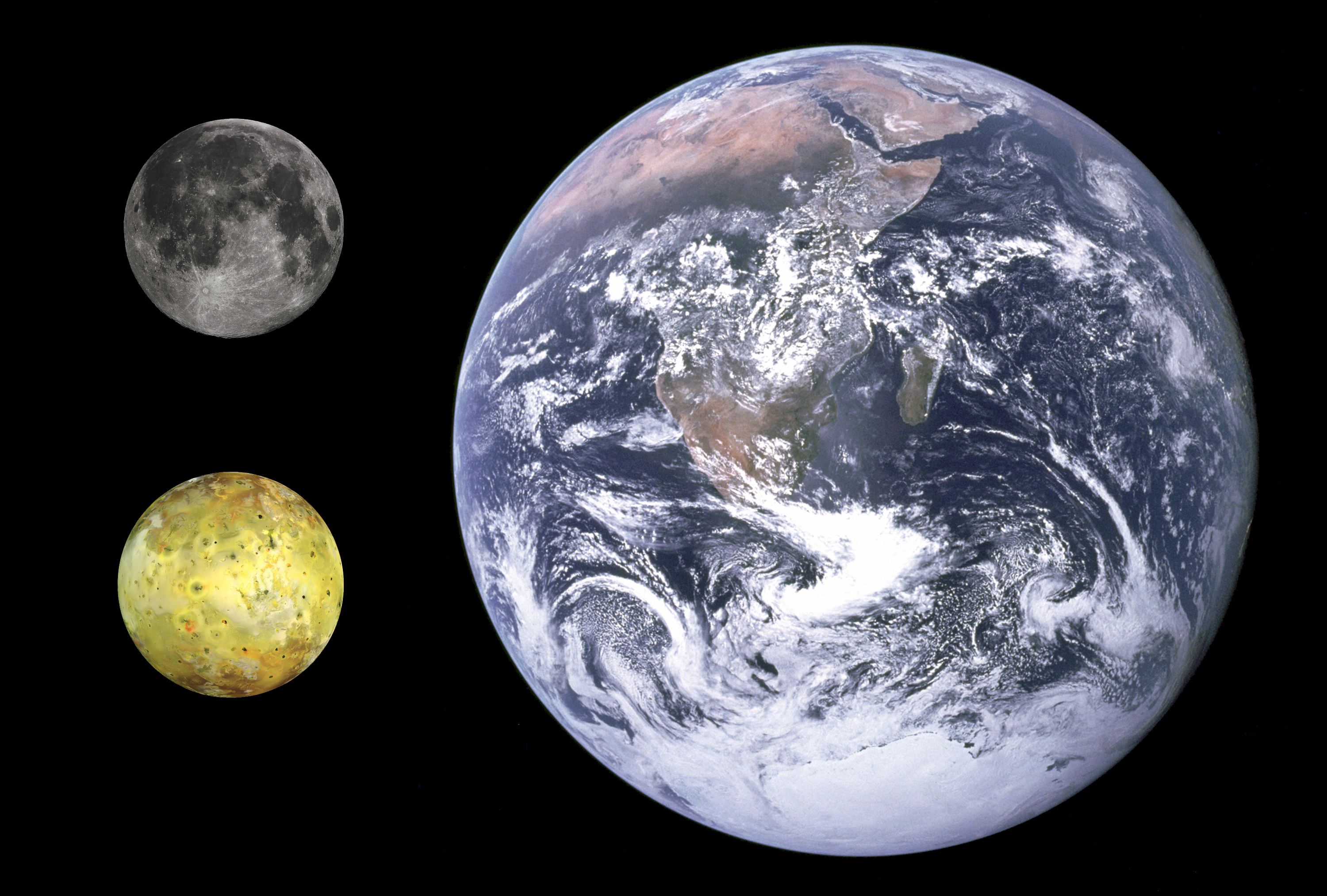
지구, 달, 이오를 나타낸 그림. 태양계의 위성과 왜행성 일부는 크기가 작음에도 불구하고 온도와 밀도 면에서 지구와 유사한 경우가 있다.

지구 유사도 지수는 행성 이외에 위성, 왜행성, 소행성에 대해서도 계산할 수 있다. 보통 밀도와 온도가 낮기 때문에 지구 유사도 지수는 낮게 측정된다. 현재까지 타이탄만이 큰 대기를 가진 위성이고, 이오는 평균 온도는 낮으나 활발한 지질 활동으로 변화 폭이 크다.

## 행성 거주가능성과의 관계
지구 유사도 지수와 행성 거주가능성과는 직접적인 관계가 없지만, 일부분에서는 거주가능성과 간접적인 연관이 있기도 하다. 생명체 거주가능 영역의 정의와 연관하여, 지구 유사도 지수에서도 표면 온도가 변수로 사용되기 때문이다. 하지만, 생명체 존재에 필수적이라 여겨지는 모항성의 활동 여부, 조석 고정, 자기장 존재 등을 전혀 고려하지 않았기 때문에, 일반화에는 무리가 있다.
현재까지 지구 유사도 지수에서 지구와 금성의 유사성을 분간하지 못하는 문제와, 수치가 낮음에도 거주가능성이 더 높은 문제도 지속적으로 제기되고 있다.

## 같이 보기
- 위성 목록